# Scleracis pulchella
Scleracis pulchella är en korallart som beskrevs av Studer 1879. Scleracis pulchella ingår i släktet Scleracis och familjen Plexauridae. Inga underarter finns listade i Catalogue of Life.